# Скирда, Михаил Михайлович

Могила Скирды на Лукьяновском военном кладбище Киева

Михаил Михайлович Скирда (25 декабря 1904, Елизаветградка, Херсонская губерния — 2 февраля 1979, Киев) — генерал-майор МВД СССР.

## Биография
Родился 25 декабря 1904 года в селе Елизаветградка, Елисаветградковская волость, Александрийский уезд, Херсонская губерния, Российская империя (ныне Кропивницкий район Кировоградской области Украины).
После получения среднего образования находился на партийной работе в Украинской ССР, работал в Одесской, Николаевской и Кировоградской областях.
В августе 1941 года остался на оккупированной территории как секретарь подпольного Кировоградского областного комитета КП(б) Украинской ССР по кадрам. После освобождения Кировограда продолжал работать секретарём областного комитета. В 1948 году был откомандирован на учёбу в Высшую партийную школу при ЦК ВКП(б). После её окончания работал инспектором Центрального Комитета КП(б) Украинской ССР.
В 1952 году был направлен на работу заместителем начальника Управления милиции Министерства государственной безопасности Украинской ССР. С 1953 года занимал должность начальника политического отдела Министерства внутренних дел Украинской ССР, с 1956 года — начальник тюремного отдела МВД Украинской ССР.
С 1956 года полковник Михаил Скирда возглавлял Киевскую специальную среднюю школу милиции Министерства внутренних дел СССР. 23 января 1959 года было присвоено звание комиссара милиции 3-го ранга. В 1960 году был переведён на должность заместителя по хозяйственной части начальника Высшей школы Министерства внутренних дел Украинской ССР.
С 1961 года служил начальником Управления охраны общественного порядка (впоследствии — Управления внутренних дел) Кировоградского областного исполкома. В 1968 году вышел на пенсию. В порядке переаттестации было присвоено звание генерал-майора милиции.
Проживал в Киеве. Умер 2 февраля 1979 года, похоронен на Лукьяновском военном кладбище Киева.

## Награды
- Орден Ленина;
- Орден Трудового Красного Знамени;
- ряд медалей[2].